# Saint-Clément-sur-Guye
Pour les articles homonymes, voir Saint-Clément et Guye.
Saint-Clément-sur-Guye est une commune française située dans le département de Saône-et-Loire, en région Bourgogne-Franche-Comté.

## Géographie

### Description

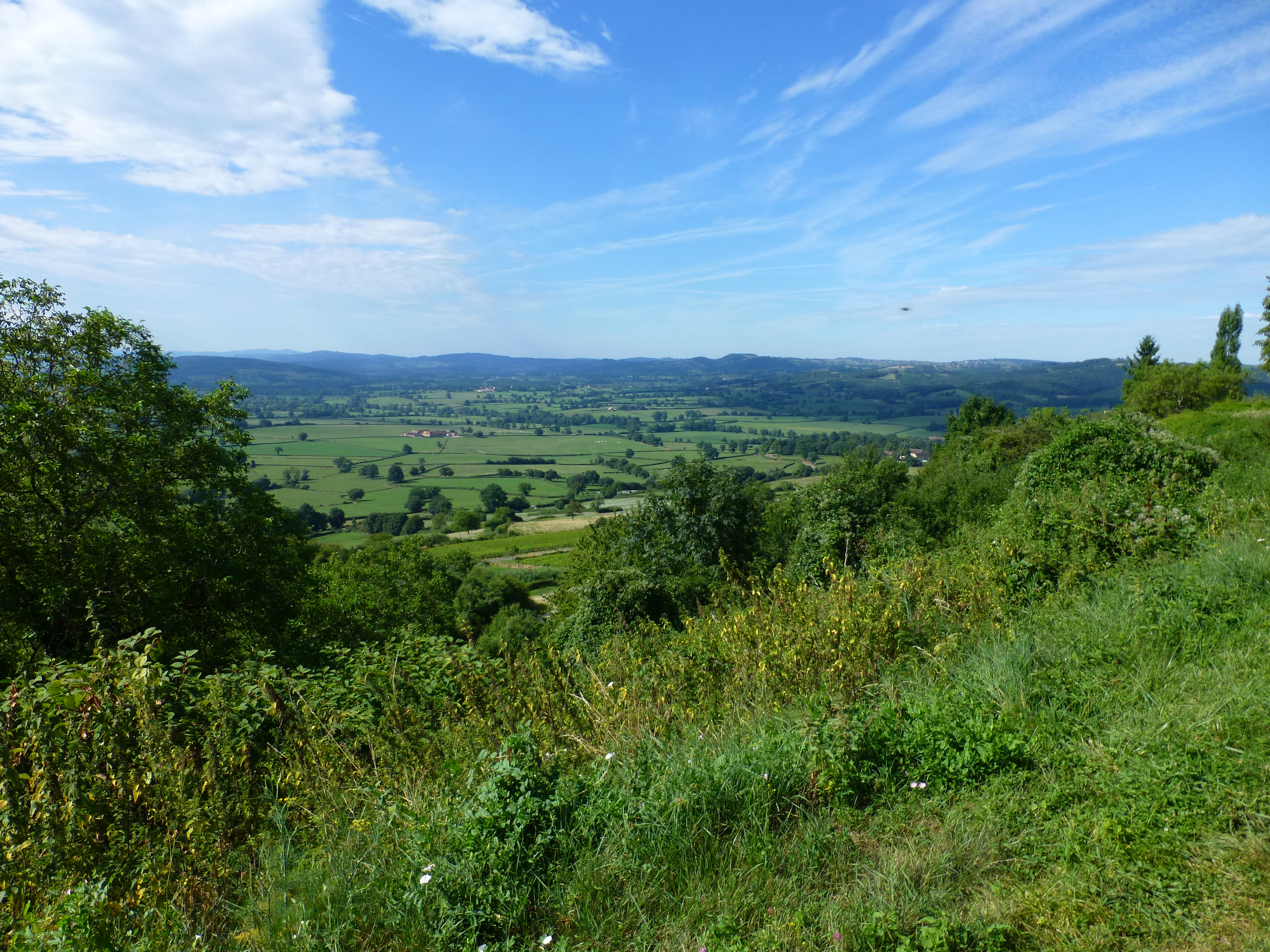
Vue depuis le bourg de Saint-Clément-sur-Guye.

Le bourg est situé à 400 mètres d'altitude sur un promontoire calcaire dominant la vallée de la Guye. Il est composé de ruelles concentriques autour de l'église romane.
La commune est également constituée des hameaux et lieudits : en Bourges, Corcelles, la Grenouille, la Plâtrière, l'Effondrée, le Plain et les Chaumes.

### Climat
Pour des articles plus généraux, voir Climat de la Bourgogne-Franche-Comté et Climat de Saône-et-Loire.
En 2010, le climat de la commune est de type climat océanique dégradé des plaines du Centre et du Nord, selon une étude du Centre national de la recherche scientifique s'appuyant sur une série de données couvrant la période 1971-2000. En 2020, Météo-France publie une typologie des climats de la France métropolitaine dans laquelle la commune est dans une zone de transition entre le climat océanique altéré et le climat océanique altéré et est dans la région climatique Bourgogne, vallée de la Saône, caractérisée par un bon ensoleillement (1 900 h/an), un été chaud (18,5 °C), un air sec au printemps et en été et des vents faibles.
Pour la période 1971-2000, la température annuelle moyenne est de 10,3 °C, avec une amplitude thermique annuelle de 17,4 °C. Le cumul annuel moyen de précipitations est de 923 mm, avec 12 jours de précipitations en janvier et 6,6 jours en juillet. Pour la période 1991-2020, la température moyenne annuelle observée sur la station météorologique de Météo-France la plus proche, « Mt-Saint-Vincent », sur la commune de Mont-Saint-Vincent à 8 km à vol d'oiseau, est de 10,4 °C et le cumul annuel moyen de précipitations est de 891,2 mm. 
La température maximale relevée sur cette station est de 37,6 °C, atteinte le 12 août 2003 ; la température minimale est de −21,1 °C, atteinte le 10 février 1956,,.
Les paramètres climatiques de la commune ont été estimés pour le milieu du siècle (2041-2070) selon différents scénarios d'émission de gaz à effet de serre à partir des nouvelles projections climatiques de référence DRIAS-2020. Ils sont consultables sur un site dédié publié par Météo-France en novembre 2022.

## Urbanisme

### Typologie
Au 1er janvier 2024, Saint-Clément-sur-Guye est catégorisée commune rurale à habitat très dispersé, selon la nouvelle grille communale de densité à sept niveaux définie par l'Insee en 2022.
Elle est située hors unité urbaine et hors attraction des villes,.

### Occupation des sols
L'occupation des sols de la commune, telle qu'elle ressort de la base de données européenne d’occupation biophysique des sols Corine Land Cover (CLC), est marquée par l'importance des territoires agricoles (85,5 % en 2018), une proportion identique à celle de 1990 (85,5 %). La répartition détaillée en 2018 est la suivante : prairies (52,7 %), zones agricoles hétérogènes (32,8 %), forêts (14,5 %). L'évolution de l’occupation des sols de la commune et de ses infrastructures peut être observée sur les différentes représentations cartographiques du territoire : la carte de Cassini (XVIIIe siècle), la carte d'état-major (1820-1866) et les cartes ou photos aériennes de l'IGN pour la période actuelle (1950 à aujourd'hui).

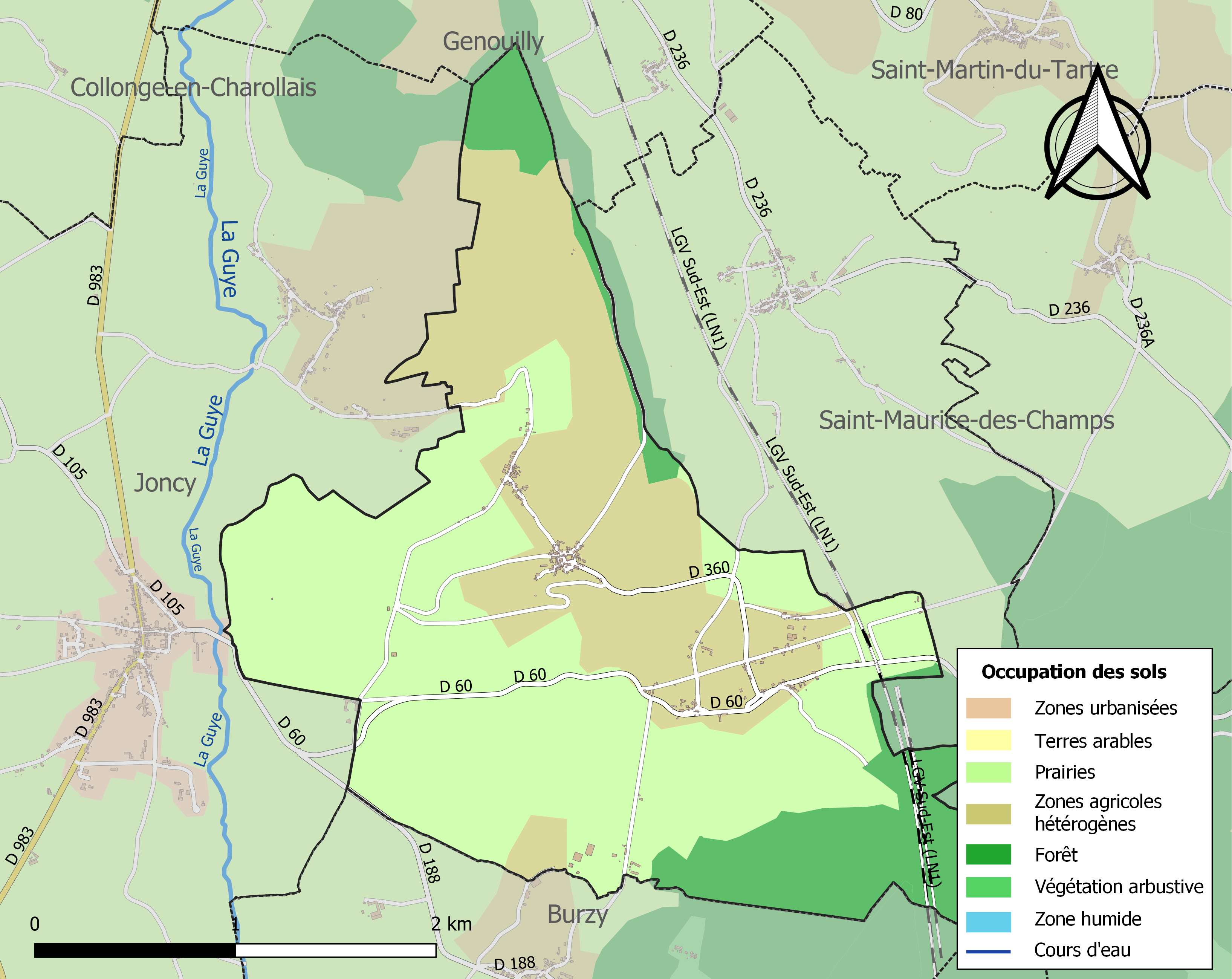
Carte des infrastructures et de l'occupation des sols de la commune en 2018 (CLC).

## Histoire
Au cours de la Révolution française, la commune porta provisoirement le nom de Mont-sur-Guye.

## Politique et administration
| Période                                  | Période   | Identité           | Étiquette | Qualité |
| ---------------------------------------- | --------- | ------------------ | --------- | ------- |
| 1944                                     | mars 1977 | Claude Dutartre    |           |         |
| mars 1977                                | juin 1995 | Charles Desmurs    | DVG       |         |
| juin 1995                                | mars 2008 | Gérard Royal       |           |         |
| mars 2008                                | en cours  | Thierry Demaizière |           |         |
| Les données manquantes sont à compléter. |           |                    |           |         |

## Démographie

Les vignobles de la côte chalonnaise.

L'évolution du nombre d'habitants est connue à travers les recensements de la population effectués dans la commune depuis 1793. Pour les communes de moins de 10 000 habitants, une enquête de recensement portant sur toute la population est réalisée tous les cinq ans, les populations de référence des années intermédiaires étant quant à elles estimées par interpolation ou extrapolation. Pour la commune, le premier recensement exhaustif entrant dans le cadre du nouveau dispositif a été réalisé en 2006.

En 2022, la commune comptait 139 habitants, en évolution de +6,11 % par rapport à 2016 (Saône-et-Loire : −1,06 %, France hors Mayotte : +2,11 %).
| 1793 | 1800 | 1806 | 1821 | 1831 | 1836 | 1841 | 1846 | 1851 |
| ---- | ---- | ---- | ---- | ---- | ---- | ---- | ---- | ---- |
| 341  | 367  | 362  | 451  | 464  | 460  | 424  | 422  | 408  |

| 1856 | 1861 | 1866 | 1872 | 1876 | 1881 | 1886 | 1891 | 1896 |
| ---- | ---- | ---- | ---- | ---- | ---- | ---- | ---- | ---- |
| 405  | 432  | 434  | 419  | 412  | 415  | 396  | 379  | 342  |

| 1901 | 1906 | 1911 | 1921 | 1926 | 1931 | 1936 | 1946 | 1954 |
| ---- | ---- | ---- | ---- | ---- | ---- | ---- | ---- | ---- |
| 354  | 334  | 333  | 287  | 277  | 240  | 215  | 218  | 171  |

| 1962 | 1968 | 1975 | 1982 | 1990 | 1999 | 2006 | 2011 | 2016 |
| ---- | ---- | ---- | ---- | ---- | ---- | ---- | ---- | ---- |
| 168  | 172  | 144  | 125  | 109  | 115  | 127  | 134  | 131  |

| 2021 | 2022 | - | - | - | - | - | - | - |
| ---- | ---- | - | - | - | - | - | - | - |
| 136  | 139  | - | - | - | - | - | - | - |

## Lieux et monuments

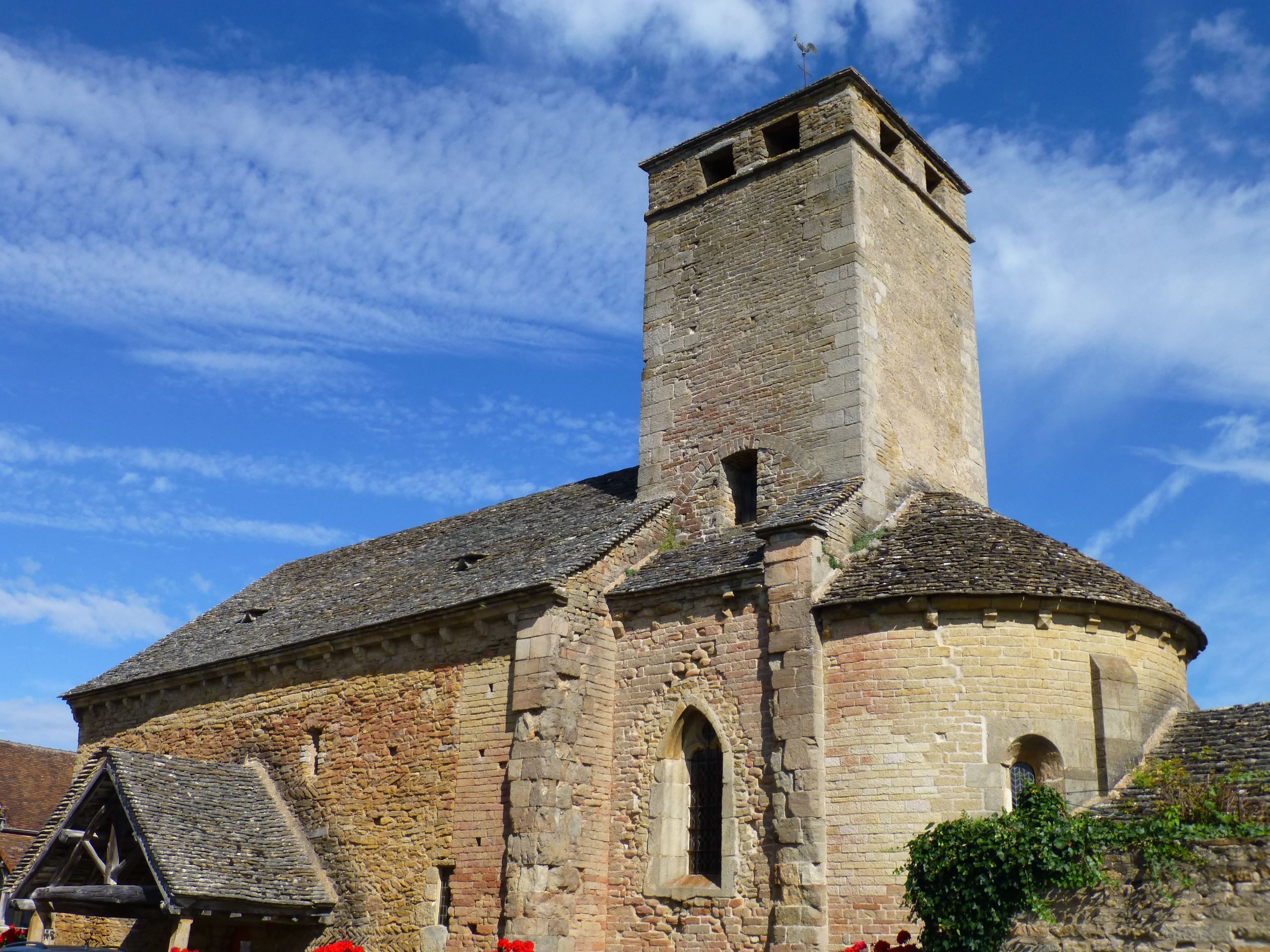
L'église de Saint-Clément-sur-Guye.

- La commune possède une église romane du XIIe siècle (classée monument historique en 1927)[19]. L'église comporte des éléments (murs inférieurs de la nef) du Xe siècle, ce qui en fait une des plus anciennes du département[20]. Elle a dû servir de refuge autrefois : fenêtres élevées et étroites, clocher assez haut dont les ouvertures servaient au guet et à la défense. Du haut de ce clocher qui abrite deux cloches, fondues respectivement en 1817 et 1860[21], la vue est particulièrement étendue sur les vallées de la Guye et de la Grosne, sur les monts du Charolais et du Mâconnais, et bien au-delà quand le temps est favorable.
- La colline de Saint-Clément, qui constitue l'extrémité sud-ouest de la côte chalonnaise, recèle plusieurs dizaines de cabanes ou cadoles en pierre sèche, incluses dans une muraille séparant des parcelles ou accolées à celle-ci. Il s'agit d'anciennes cabanes viticoles servant à entreposer des outils, à mettre au frais des casse-croûtes et à s'abriter des intempéries lors des façons de la vigne[22]. L'une d'elles, située en bordure du chemin situé entre les deux moulins à vent de Saint-Clément, a été restaurée en 2014[23].
- Deux menhirs sont situées sur le chemin dit des Vignats. Le plus imposant mesure 4,90 mètres de hauteur[1].
- L'ancien moulin à vent Billebaud dresse ce qui reste de sa tour cylindrique dans la partie nord du finage, sur la crête dominant, à l'ouest, le vallon de Vaux-en-Pré, à 1 km environ du bourg. Ayant brûlé en 1880, il fut transformé en étable à vaches, ce qui lui valut d'être conservé. Il aurait été édifié au cours du XIXe siècle[24]. À l'initiative de l'Association de sauvegarde et de mise en valeur de Saint-Clément-sur-Guye, il a fait l'objet d'un début de restauration en 2008 (réfection de l'encadrement en pierres de taille de l'entrée surélevée)[25].
- La croix Poulin, visible en bordure du chemin conduisant du bourg au moulin à vent Billebaud, croix en pierre granitique, monolithique, aux bras courts[26].

## Culture
L'Association de sauvegarde et de mise en valeur de Saint-Clément-sur-Guye, très active, s'occupe de la protection des sites, de la mise en valeur de monuments à caractère archéologique, historique ou architectural, et de l'animation culturelle.

## Littérature
L'église de Saint-Clément-sur-Guye est citée comme point de passage sur un chemin initiatique vers Compostelle au début du XIIe siècle dans le livre Les étoiles de Compostelle par Henri Vincenot.

## Pour approfondir